# Hozon Auto
Hozon Auto (en chino: 合众汽车, lit. 'Hezhong Motors') es una marca china de automóviles totalmente eléctricos, fabricada por Zhejiang Hezhong New Energy Automobile Company.

## Historia
Fue fundada en 2014 en la provincia de Zhejiang, cofundada por Beijing Sinohytec y el Instituto de la Región del Delta del Yangtze de Zhejiang de la Universidad de Tsinghua y tiene su sede en Jiaxing. Abrió un Centro de Investigación de Vehículos Autónomos en Silicon Valley de California en 2018, y un Centro de Diseño con sede en Beijing abrió en marzo de 2019.
Anunció su primer concept car en 2017. El primer SUV compacto Neta N01 de producción se lanzó en 2018 construido sobre su plataforma HPA junto con el lanzamiento de la marca Neta, y en 2019 se aceptaron pedidos del SUV Hezhong U de tamaño mediano basado en la plataforma HPC. La empresa tiene planes para otros modelos basados en las dos plataformas.
En marzo de 2023, Hozon Auto anunció la construcción de su primera instalación de producción en el extranjero en Bangkok, Tailandia. Está previsto que la instalación entre en funcionamiento a finales de enero de 2024 y tendrá como objetivo fabricar y exportar coches eléctricos con volante a la derecha a los países de la ASEAN.

## Productos
Hozon Auto tiene actualmente una única marca llamada Neta.

### Modelos actuales

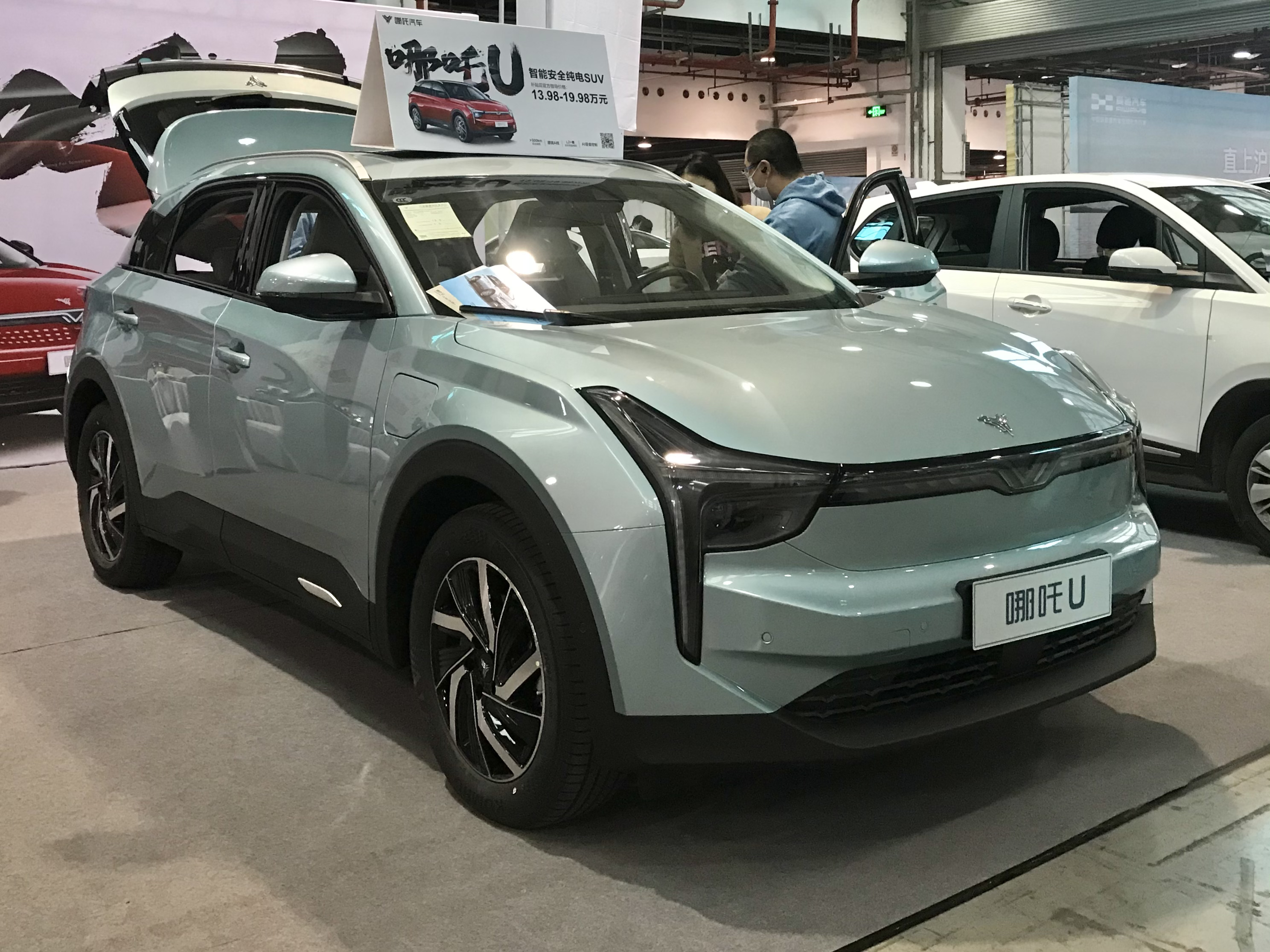
Neta U/X (2019-presente), SUV compacto
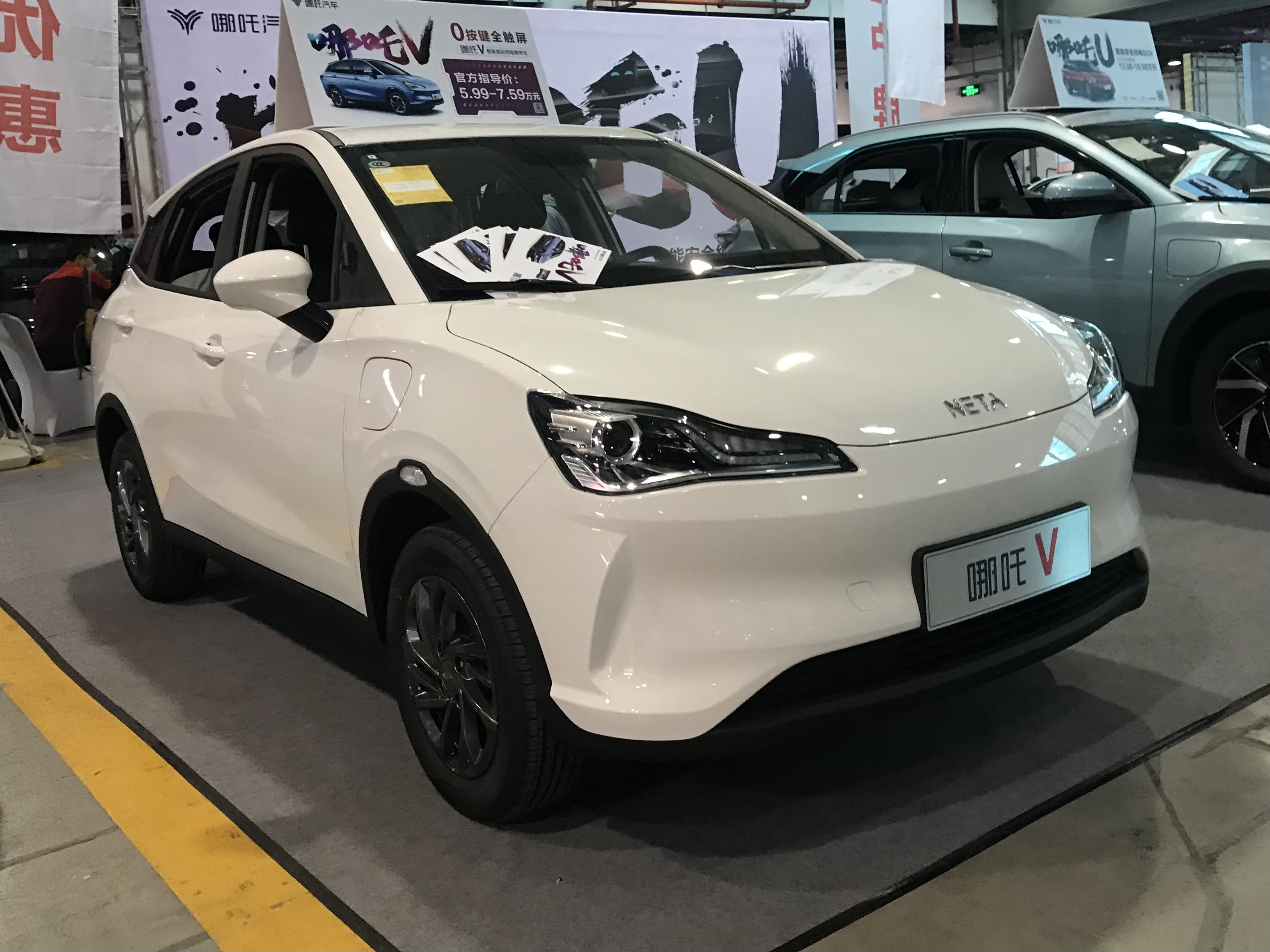
Neta V/Aya (2020-presente), SUV subcompacto
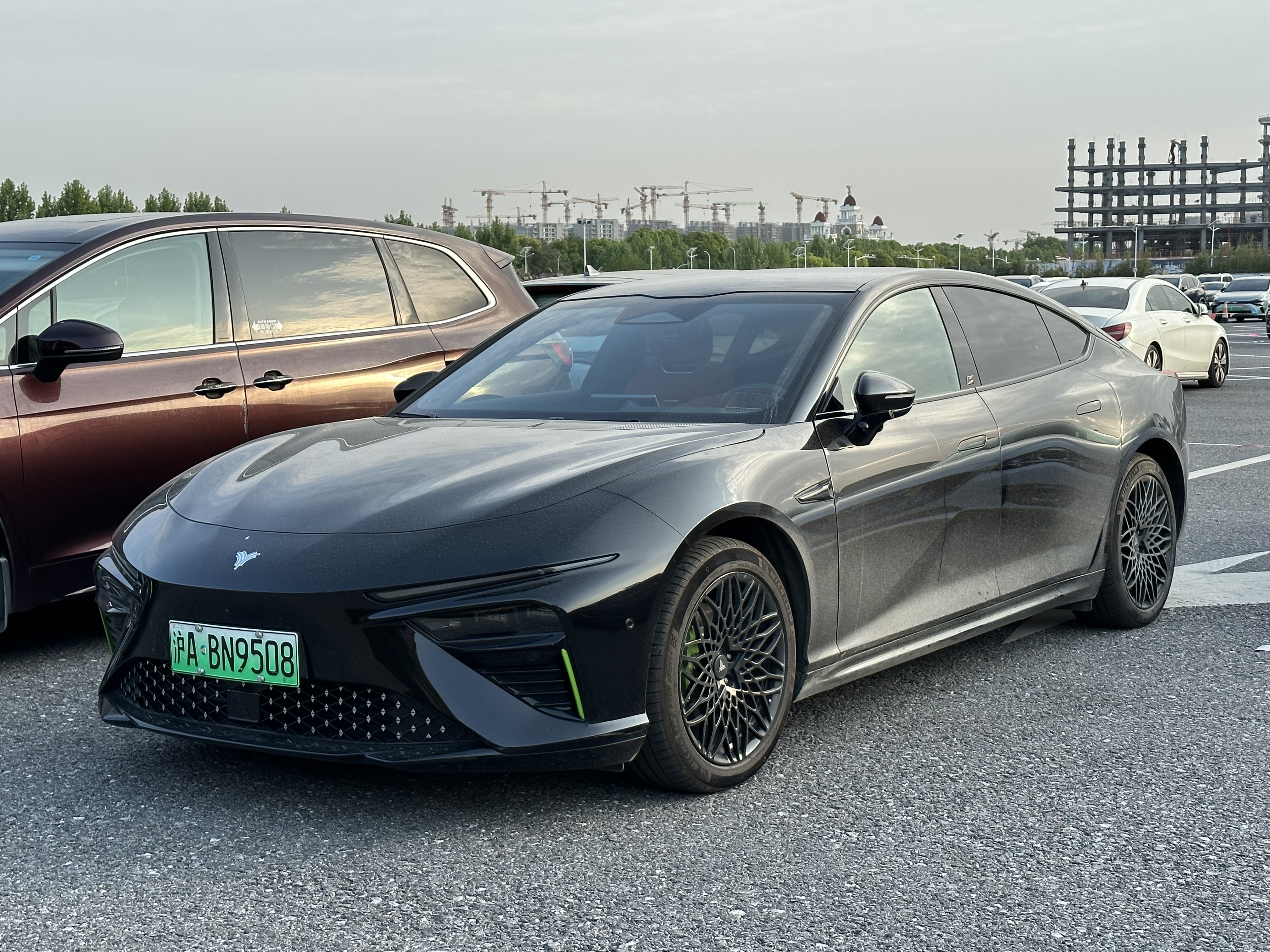
Neta S (2021-presente), sedán mediano
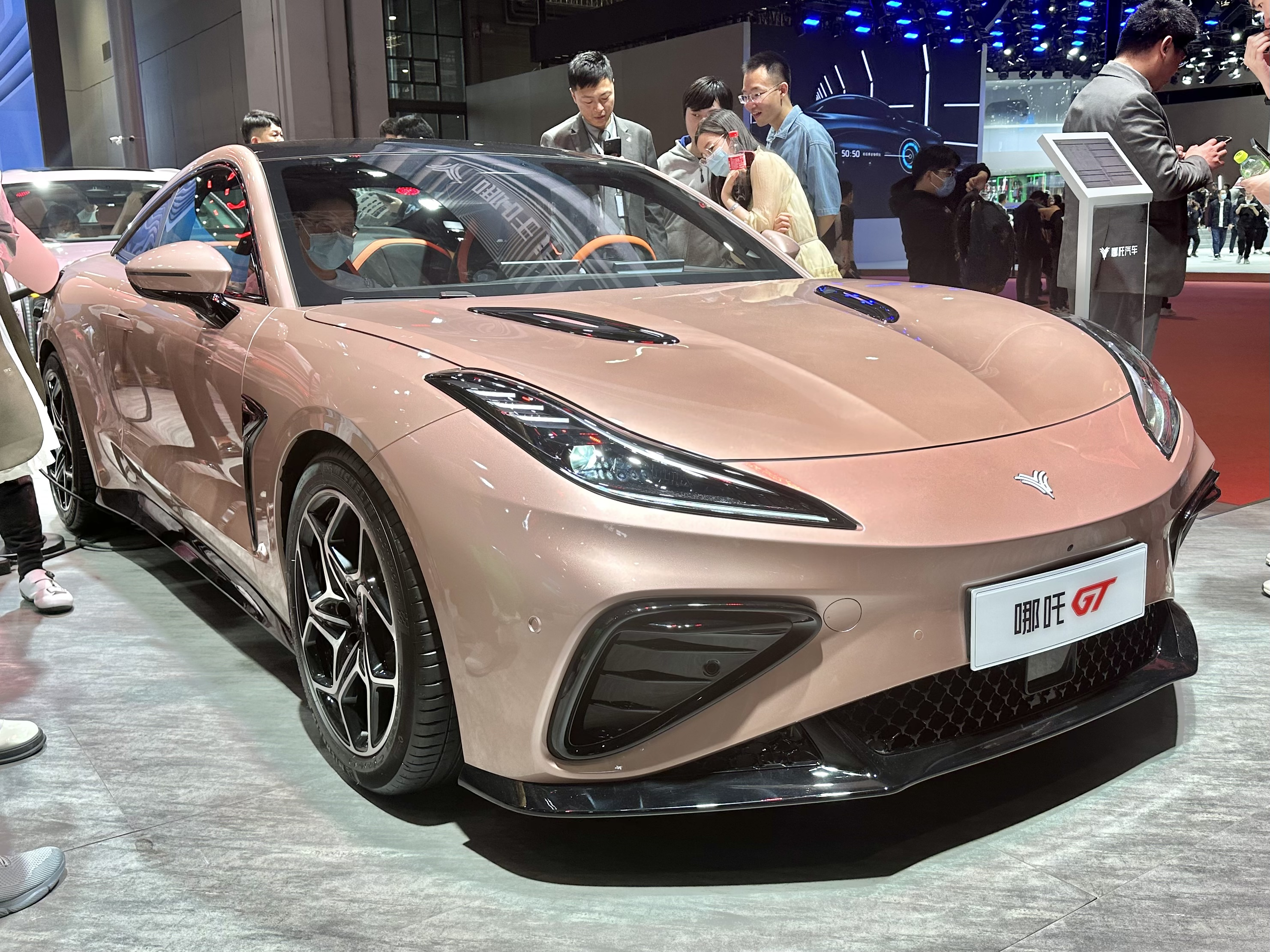
Neta GT (2023-presente), automóvil deportivo mediano  - Neta U
  - Neta V
  - Neta S
  - Neta GT

### Modelos descatalogados
Neta N01 (2018-2020), SUV subcompacto

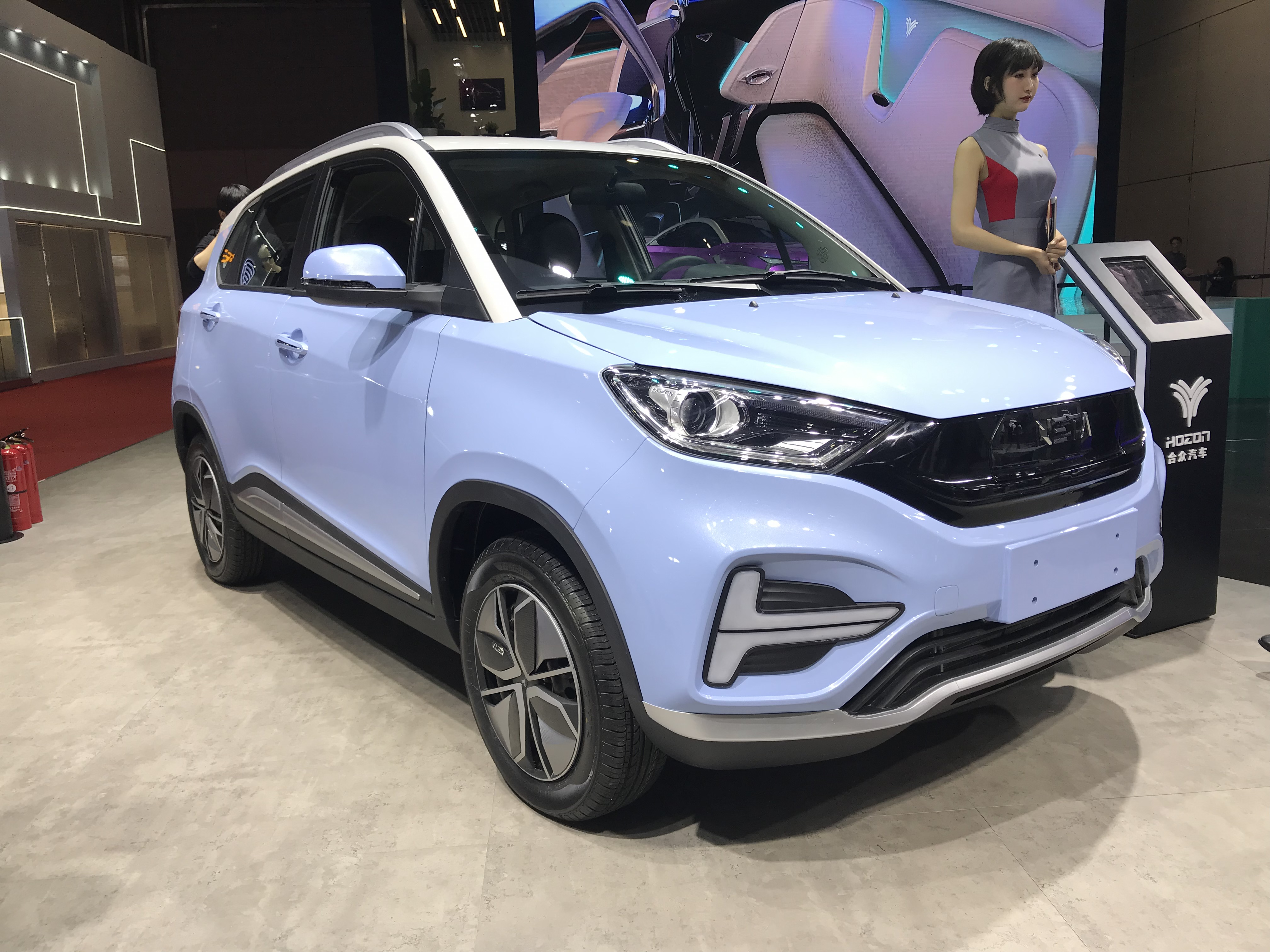
Neta N01

### Conceptos

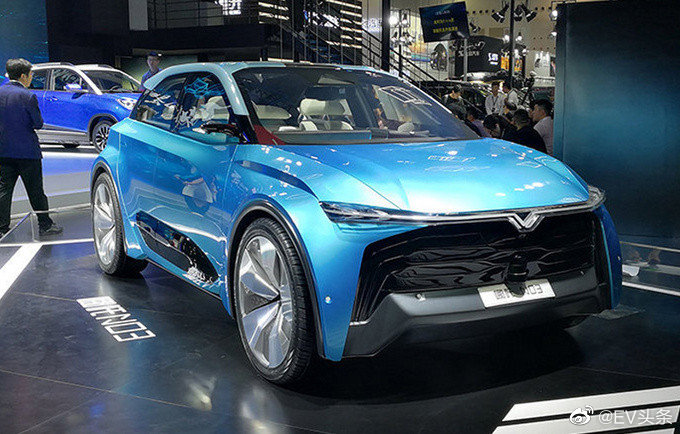
Neta Eureka 01 Concept
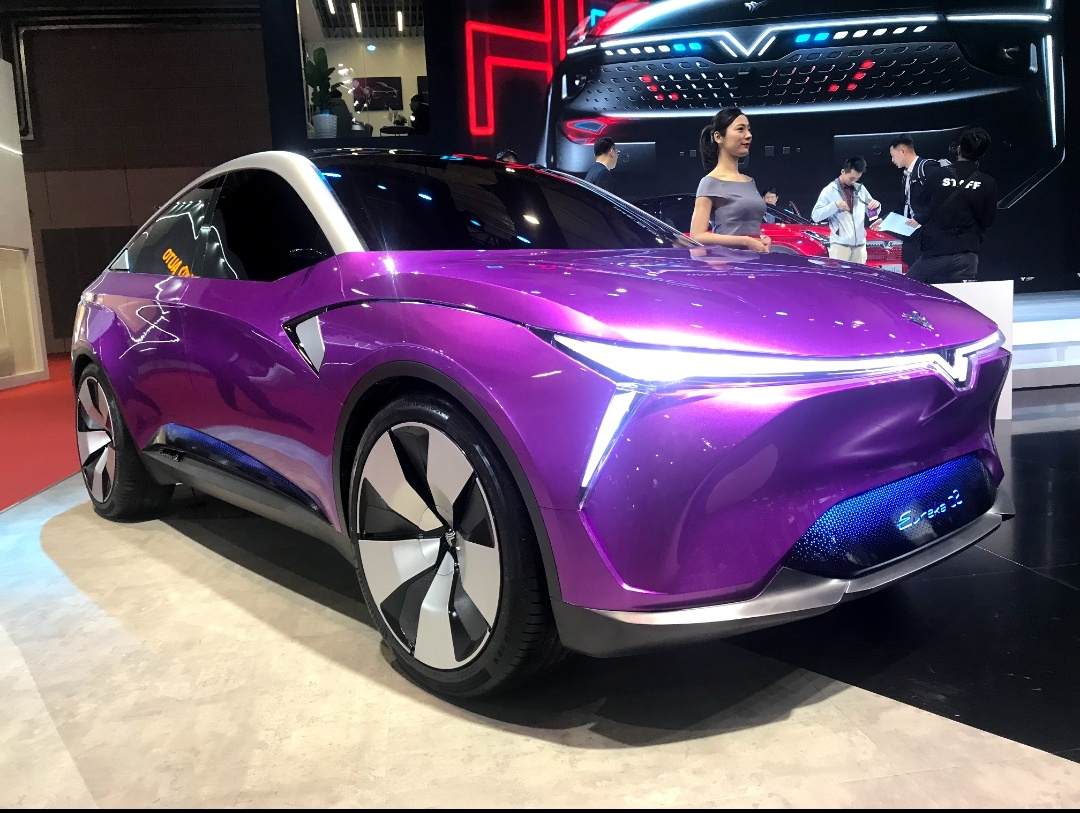
Neta Eureka 02 Concept
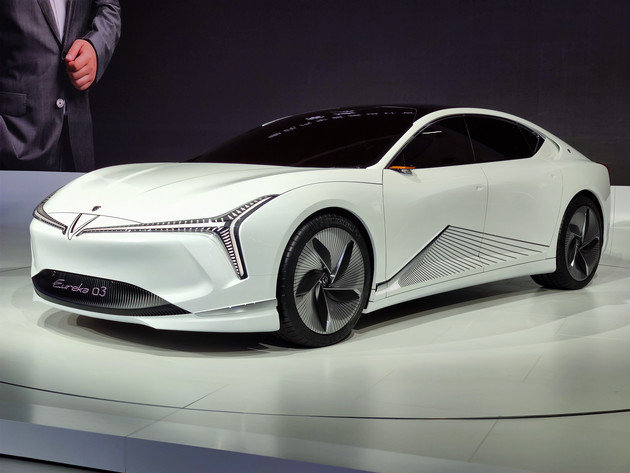
Neta Eureka 03 Concept
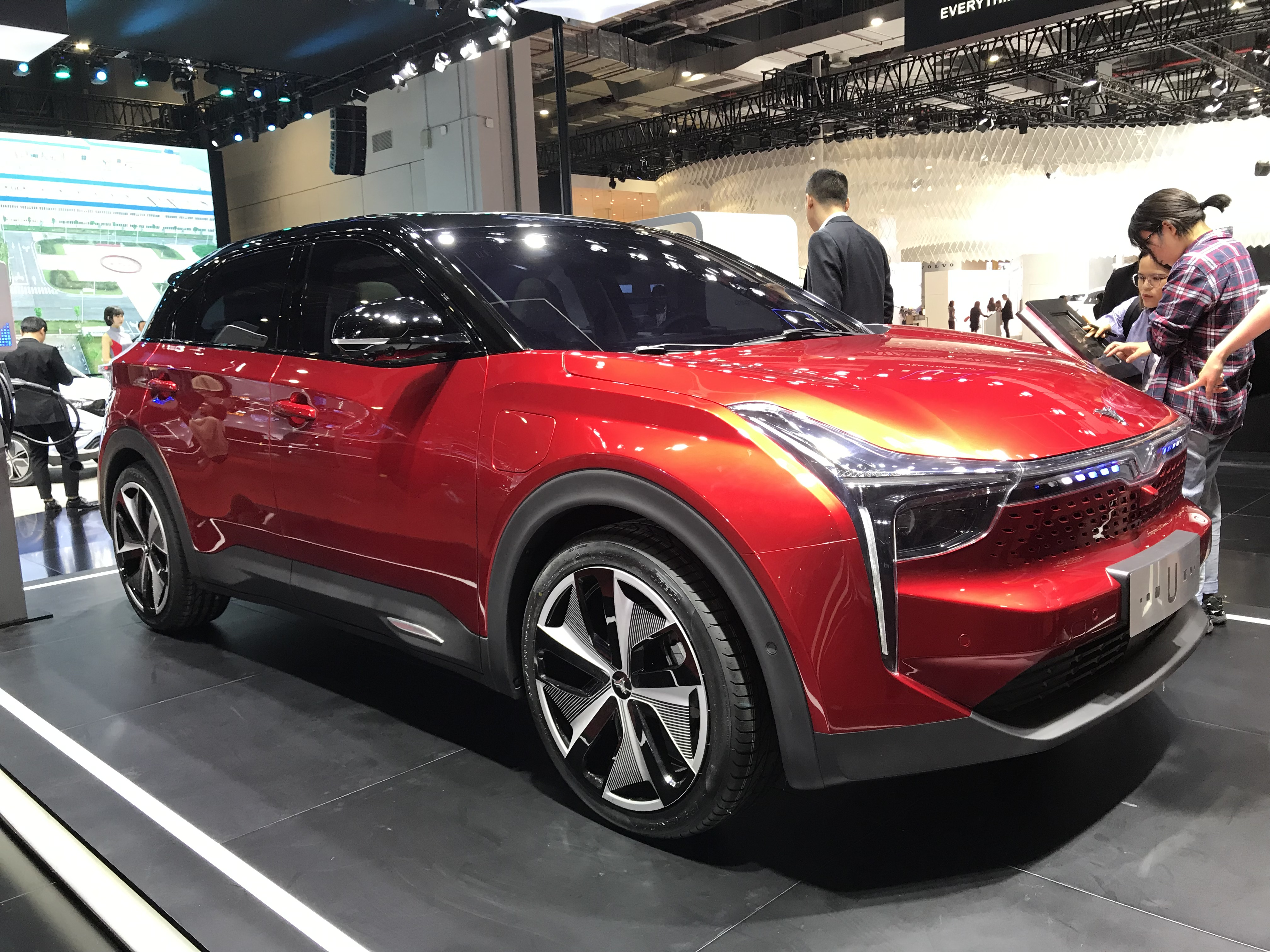
Neta U Concept

## Ventas
| Año  | Ventas  |  |
| ---- | ------- |  |
| 2018 | 1,206   |  |
| 2019 | 11,212  |  |
| 2020 | 15,509  |  |
| 2021 | 69,674  |  |
| 2022 | 152,073 |  |
| 2023 | 127,496 |  |